# Święty Ambroży (obraz Michaela Willmanna)
Święty Ambroży – obraz śląskiego malarza barokowego, Michaela Willmanna.
Obraz jest jednym z czterech dzieł tworzących cykl przedstawiający Ojców Kościoła; trzy pozostałe to Święty Hieronim, Święty Grzegorz i Święty Augustyn. Jest jednym z dwóch niesygnowanych obrazów z cyklu Ojcowie Kościoła.
Święty Ambroży był jednym z ojców i doktorów Kościoła, zwalczał arianizm i zreformował liturgię. Willmann przedstawił go w stroju biskupim: w złocistej kapie z adamaszku, w infule, z pastorałem w dłoni. Po lewej stronie widoczny jest ul mający symbolizować elokwencję.
Początkowo postać była identyfikowana ze św. Chryzostomem. Dopiero w katalogu Bildergalerie im Ständehaus z 1863 roku postaci nadano prawidłową identyfikację.

## Proweniencja
Obraz został namalowany dla klasztoru Cystersów w Lubiążu. Po roku 1810 został przeniesiony do Kunst- und Antikenkabinett der Königlichen Universität zu Breslau, w 1853 do Bildergalerie im Ständehaus we Wrocławiu, a w 1880 do kolekcji Śląskiego Muzeum Sztuk Pięknych. W 1942 roku obraz został przeniesiony do składnicy w Kamieńcu Ząbkowickim, skąd w 1946 roku został przejęty przez Muzeum Narodowe w Warszawie. W 1981 roku obraz został przekazany do Muzeum Narodowego we Wrocławiu.